# Attribut (Grammatik)
Attribut, deutsch auch Beifügung oder Satzgliedteil, ist ein Begriff aus der Grammatik und bezeichnet im engen Sinn einen Ausdruck, der von einem Substantiv grammatisch abhängt. In diesem Sinn nennt man das Adjektiv schnell in „schnelles Auto“ ein attributives Adjektiv, im Gegensatz zum prädikativen Gebrauch in dem Satz „Das Auto ist schnell“.
In einem weiteren Sinn ist von Attributen jedoch auch mit anderen Arten von Bezugswörtern die Rede, z. B. für Konstruktionen mit einem Adjektiv oder Adverb („erstaunlich weit“ bzw. „weit oben“; potenzielle Attribute kursiv). Hier ist der Sprachgebrauch schwankend, ob solche Angaben als Attribute oder als Adverbiale bezeichnet werden. Nur Ausdrücke, die von einem Verb abhängen, werden in der deutschen Grammatik nicht als Attribute bezeichnet, weil dies genau die Elemente sind, die als Satzglieder bezeichnet werden. In der französischen oder spanischen Grammatiktradition herrscht aber teilweise ein anderer Sprachgebrauch, der von Attributen auch auf der Satzebene spricht („prädikative Attribute“).
In manchen deutschen Grammatiken werden die Bezeichnungen (Satz-)Gliedteil und Attribut als gleichbedeutend verwendet, wogegen andere (etwa die Dudengrammatik (2009)) dies ausdrücklich vermeiden. Das Problem ist, dass im Vergleich zu Attribut die Bezeichnung „Satzgliedteil“ eine weiter gefasste Bedeutung haben müsste, wenn sie wörtlich verstanden wird. Denn zum einen besitzt der Begriff Attribut eine enge Deutung, in der er nur für Zusätze zu einem Substantiv gilt; folglich würden Teile von nicht-substantivischen Satzgliedern damit nicht erfasst. Beispiel: 
- „Direkt vor dem Haus (...steht ein Baum)“

– der Teil „direkt“ hängt von der Präposition „vor“ ab statt von einem Substantiv, ist also kein Attribut in einem engeren Sinn, ist aber Teil eines Ortsadverbials, also eines Satzglieds.
Zum anderen soll in der Regel auch bei substantivischen Satzgliedern nicht jeder beliebige Teil davon Attribut heißen, sondern nur Ergänzungen oder Angaben zum Kern des Satzglieds. Beispiel: 
- „Der Hund bellt“

– hier ist „der Hund“ ein Satzglied, aber keines seiner Teile wäre ein Attribut (da das Substantiv „Hund“ der Kern des Satzglieds selbst ist und der Artikel eine Spezialfunktion hat, die weder unter Ergänzung noch Angabe fällt).

## Attribute beim Substantiv

### Abgrenzungen
In seinem engeren Sinn ist der Begriff Attribut eingeschränkt auf Ausdrücke, die von einem Substantiv abhängen. In der Regel sind es Zusätze, die vom Substantiv als grammatische Ergänzung verlangt werden oder als freie Zusätze (Angaben) nähere Beschreibungen enthalten. (Die Rolle eines beschreibenden Zusatzes steht in Übereinstimmung mit der Wortherkunft aus dem philosophischen Begriff Attribut).
Funktionswörter sind in der Regel keine Attribute, insbesondere der Artikel ist keines. Allerdings wird das Possessivum („Possessivartikel“) als Attribut bezeichnet, z. B. in „ihre Jacke“. Die Einordnung von Fokuspartikeln wie sogar wird nicht einheitlich gesehen, auch sie gelten aber eher nicht als Attribute.
- Beispiel:

Der Satz
Sogar die neueren Teile des Ortes auf dem Hügel wurden von der Flut getroffen
enthält als ein Satzglied (als sein Subjekt) einen Ausdruck mit dem Substantiv Teile als Kern. Dieses Satzglied enthält folgende Attribute und andere Bestandteile:
| (Partikel) | (Artikel) | Attribut: Adjektiv | (Kern) | Attribut: Genitiv-Ergänzung | Attribut: Präpositional-Angabe |
| ---------- | --------- | ------------------ | ------ | --------------------------- | ------------------------------ |
| Sogar      | die       | neueren            | Teile  | des Ortes                   | auf dem Hügel                  |

### Einfache und zusammengesetzte Attribute
Ein adjektivisches Attribut kann seinerseits zusammengesetzt sein, zum Beispiel:
unerwartet heftige Flut.
Hier ist unerwartet eine nähere Bestimmung zum Adjektiv heftig, der gesamte Ausdruck unerwartet heftige ist das Attribut zum Substantiv (als eine Adjektivphrase). Das Adjektiv unerwartet ist selbst kein Attribut zum Substantiv Flut, daher wird es hier nicht flektiert (gebeugt). Werden beide Adjektive in flektierter Form gesetzt, entsteht stattdessen eine andere Konstruktion, nämlich eine Reihung aus zwei Attributen: unerwartete, [und] heftige Flut. Diese Konstruktion hat dann auch eine andere Bedeutung.

### Typen und Stellung von Attributen
Attribute können nach ihrer Stellung unterschieden werden in vorangestelltes Linksattribut und nachgestelltes Rechtsattribut. Die Position ist vor allem abhängig von der Wortart des Attributs. Die folgenden Beispiele verdeutlichen die möglichen Konstruktionen (die Attribute sind in den Beispielen durch Kursivschrift, die Bezugswörter durch Fettschrift markiert):

#### Adjektivische Attribute
Diese sind meistens, aber nicht in allen Fällen, Linksattribute:
Das kleine Kind schreibt eine Klassenarbeit. (Adjektiv, Linksattribut)
Ein schlafender Hund liegt auf der Wiese. (adjektivisches Partizip, Linksattribut)
Ich arme Jungfer zart, ach, hätt ich genommen den König Drosselbart! (Adjektiv als Rechtsattribut, altertümlich)
Das Kind, klein und ängstlich, schreibt eine Klassenarbeit. (nicht-einschränkende, „appositive“ Adjektive, Rechtsattribut)
Zu den Flexionsformen bei attributiven Adjektiven siehe unter Deutsche Deklination#Adjektive und Ordinalia.

#### Substantivische Attribute
Substantivische Attribute sind als Links- oder Rechtsattribute möglich.
Substantive als Attribute können Genitiv-Ergänzungen sein, siehe unter Genitiv#Genitiv zur Markierung von Attributen.
Peters Fahrrad ist in der Werkstatt. (Substantiv als Genitivattribut, Linksattribut)
Das Bellen des Hundes weckte mich. (Substantivgruppe als Genitivattribut, Rechtsattribut)
Im heutigen Deutsch kommen fast ausschließlich Eigennamen als Genitiv-Linksattribut vor. Im älteren Deutsch wurden Genitivergänzungen genereller als Linksattribut benutzt, vgl. die Wendung „Des Menschen Wille ist sein Himmelreich.“
Ein weiterer Typ von substantivischem Attribut ist die Apposition, die keine Ergänzung oder Beschreibung ist, sondern einer genaueren Bestimmung des Bezugs dient:
Herr Gehrig, unser Lehrer, ermahnt uns oft. (sogenannte „lockere“ Apposition, Rechtsattribut)
Herr Gehrig / Professor Müller (sogenannte „enge“ Apposition, Linksattribut; das obige Beispiel enthält insofern eine Verschachtelung von Appositionen)
die Autobahnausfahrt Karlsruhe-Nord (enge Apposition, Rechtsattribut)
Der Kasus von Appositionen ist uneinheitlich, siehe den verlinkten Artikel.

#### Adverbien als Attribute
Ausschließlich Rechtsattribute:
Das Haus dort wird verkauft. (Adverb, Rechtsattribut)
Das Haus dort hinten wird verkauft. (Adverbgruppe, Rechtsattribut)
Siehe auch: Adverb#Nicht-adverbiale Verwendungen von Adverbien. Siehe außerdem den Begriff adverbielles Attribut unter: Adverbiale Bestimmung#Adverbial und Attribut.

#### Präpositionale Attribute
Rechtsattribute:
Die Uhr am Turm schlug zehn. (Präpositionalgruppe, Rechtsattribut)

#### Attributsätze
Attributsätze erscheinen als Rechtsattribute oder ans Satzende ausgelagert (siehe am Ende des nächsten Abschnitts). Häufig erscheinen in dieser Funktion Relativsätze, aber nicht alle Attributsätze sind Relativsätze, und nicht alle Relativsätze sind Attributsätze.
Die Frau, die ich dort sehe, trägt einen roten Hut. (Relativsatz, Rechtsattribut)
Die Behauptung, dass die Erde eine Scheibe ist … (Inhaltssatz, Rechtsattribut)
Das Risiko, enttarnt zu werden, war zu groß. (Infinitivgruppe, Rechtsattribut)

### Umstellprobe
Attribute sind Wortgruppen, die bei der Umstellprobe meistens ihre Stellung bezüglich eines Substantivs nicht verändern, sondern nur zusammen mit dem ganzen Satzglied im Satz umgestellt werden. Zum Beispiel kann die ganze Wortgruppe „Ein rotes Tuch“ im Satz vorangestellt werden, und so als Satzglied erwiesen werden; das Adjektiv kann jedoch als Attribut nicht aus dem Satzglied herausgezogen und allein vorangestellt werden:
```
Sarah trägt ein 
rotes
 
Tuch
. ↔ Ein 
rotes
 
Tuch
 trägt Sarah.
*nicht: 
Rotes
 trägt Sarah ein 
Tuch.
```

Teilweise kann allerdings umgekehrt ein Adjektivattribut zurückbleiben, wenn ein Substantiv vorangestellt wird, zumindest bei indefiniten Ausdrücken im Plural (sogenannte „gespaltene Topikalisierung“):
```
Tücher
 trägt Sarah nur 
rote.
```

Diese Fälle stellen ein Problem für die traditionelle Satzglieddefinition dar.
Außerdem können Relativsätze, Infinitivgruppen und manchmal Präpositionalgruppen im Satz von dem Substantiv getrennt werden, auf das sie sich beziehen, indem sie im Nachfeld erscheinen:
```
Das 
Risiko
 ist groß, 
entdeckt zu werden.

Ich habe eine 
Frau
 gesehen, 
die ein rotes Tuch trug.

Relativsätze können von dem 
Substantiv
 getrennt werden, 
auf das sie sich beziehen
.
```

## Attribute in einem weiteren Sinn

### Begriffsgeschichte
Die Definition des Attributs als Ausdruck, der von einem Substantiv abhängt, stellt die ursprüngliche Definition dar. Besonders in Grammatiken ab Mitte des 20. Jahrhunderts ist aber über mögliche Ausweitungen des Begriffs nachgedacht worden.
In seinem Buch Die innere Form des Deutschen (1952) prägte Hans Glinz die Bezeichnung „Satzgliedteil“, verstand jedoch darunter buchstäblich alle beliebigen Teile von Satzgliedern. Diese Bezeichnung wurde danach oft mit „Attribut“ gleichgesetzt, wobei unterschiedliche Neuinterpretationen vorgenommen wurden. Beispielsweise wurden in der Dudengrammatik von 1984 alle Satzglied-Teile als Attribute bezeichnet, einschließlich des Artikels; dies wurde in der Version von 1998 modifiziert, indem die allgemeine Kategorie zwar beibehalten wurde, man sich aber vom Gebrauch des Terminus „Attribut“ dafür distanzierte. Seit der Dudengrammatik 2009 wird weiterhin ein allgemeinerer Begriff des „Gliedteils“ genannt, der Begriff Attribut wird im Gegensatz dazu aber ausdrücklich für Einheiten reserviert, die von einem Substantiv abhängen.

### Mögliche Erweiterungen
Als Eckpunkte des Sprachgebrauchs kann man festhalten, dass Ergänzungen und Angaben, die von einem Substantiv abhängen, immer, und Ergänzungen und Angaben, die von einem Verb abhängen, nie als Attribute zählen sollen (siehe unten für den Fall eines Sprachgebrauchs, der dennoch hiervon abweicht).
Über die Behandlung des Zwischenbereichs existieren unterschiedliche Vorstellungen, also über die Ergänzungen oder Angaben zu Adjektiven, Adverbien, Pronomen, Präpositionen und unterordnenden Konjunktionen. Verschiedene Grammatiken schließen diese Fälle prinzipiell aus dem Attributbegriff aus. Andererseits gibt es für nahezu jeden dieser Fälle auch irgendeine Arbeit, die sich für die Einordnung als Attribut ausspricht. Fuhrhop & Thieroff (2005) resümieren: „Die einzigen Wortarten, die, neben dem Verb, bis heute von Attributen verschont geblieben sind, sind die subordinierende Konjunktion und die koordinierende Konjunktion“ – diese Autoren sprechen sich aber anschließend selbst dafür aus, auch Angaben bei subordinierenden Konjunktionen als Attribute zu bezeichnen. Für modifizierende Ausdrücke (Angaben) wie z. B. Adjektive, die beim Substantiv zu den besonders typischen Attributen gehören, lässt sich nämlich feststellen, dass sie auch bei anderen Kategorien in ähnlicher Funktion stehen können:
- kurze Zeit
- kurz bemessene Zeit (beim Adjektiv)
- kurz danach (beim Adverb)[14]
- kurz nach seiner Abreise (bei einer Präposition)
- kurz nachdem er abgereist war (bei einer unterordnenden Konjunktion)

Befürworter eines weitgefassten Begriffs von Attribut könnten also alle diese Fälle einbeziehen (obwohl Präpositionen selten genannt werden und Konjunktionen sonst offenbar nie). Mehrheitlich wird jedoch der Gebrauch eines Adjektivs, das ein anderes Adjektiv oder noch andere Wortarten modifiziert, als adverbieller Gebrauch bezeichnet, so dass der Ausdruck „attributives Adjektiv“ in aller Regel ein Adjektiv meint, das ein Substantiv begleitet.
Ebenso wäre es möglich, parallel zu den Ergänzungen der Substantive auch Ergänzungen von Adjektiven oder sogar von Präpositionen als Attribute einzubeziehen, vgl. „der Wert des Buches“ (Genitivattribut beim Substantiv) – „(das Buch ist) sein Geld wert“ (Akkusativergänzung beim Adjektiv). Dies wird für die Ergänzungen der Adjektive nur vereinzelt vorgeschlagen und für die Ergänzungen der Präpositionen noch seltener.
Insgesamt ist somit zu sehen, dass über den Zuschnitt eines Begriffs Attribut in einem weiten Sinn keine Einigkeit besteht.

## Der Begriff „prädikatives Attribut“
Unter anderem in der französischen Grammatik werden auch solche Satzteile traditionell als Attribut bezeichnet, die selbständig im Satz stehen, also vom Prädikat des Satzes abhängen, und dem Subjekt oder Objekt des Satzes eine Eigenschaft zuschreiben (attribut prédicatif, attribut de l'objet etc.). 
Ein deutsches Beispiel von solcher Art ist: „Gustav kam schweißgebadet an“ (die Bedeutung ist: „Gustav war schweißgebadet, als er ankam“). Im Deutschen ist die Verwendung der Bezeichnung „prädikatives Attribut“ für ein solches Adjektiv nicht Standard, ist aber vereinzelt anzutreffen. Eine gängige deutsche Bezeichnung für diesen Typ ist „freies Prädikativum“; siehe hierzu insgesamt den Artikel Prädikativum.